# Road Tapes, Venue 1
Albums de Frank Zappa
Carnegie Hall
(2011) Finer Moments
(2012)
Road Tapes, Venue 1 est un double album posthume de Frank Zappa, contenant le concert donné par Frank Zappa and the Mothers of Invention le 25 août 1968, au Kerrisdale Arena, à Vancouver.

## Liste de titres

### Disque 1
1. The Importance Of An Earnest Attempt (By Hand) (3 min 44 s)
2. Help, I'm A Rock/Transylvania Boogie (9 min 30 s)
3. Flopsmash Musics (4 min 50 s)
4. Hungry Freaks, Daddy (3 min 59 s)
5. The Orange County Lumber Truck (20 min 57 s)
6. The Rewards Of A Career In Music (3 min 29 s)

### Disque 2
1. Trouble Every Day (5 min 08 s)
2. Shortly: Suite Exists Of Holiday In Berlin Full Blown (9 min 29 s)
3. Pound For A Brown (3 min 13 s)
4. Sleeping In A Jar (3 min 23 s)
5. Oh, In The Sky (2 min 42 s)
6. Octandre (Varèse) (7 min 40 s)
7. King Kong (10 min 17 s)

## Musiciens
- Frank Zappa : guitare, chant
- Don Preston : claviers
- Ian Underwood : claviers, bois
- Bunk Gardner : bois, chant
- Motorhead Sherwood : saxophone baryton, tambourin, harmonica
- Roy Estrada : basse, chant
- Jimmy Carl Black : batterie, chant
- Art Tripp III : batterie, percussion

## Production
- Production : Gail Zappa, Joe Travers
- Direction musicale : Frank Zappa
- Conception pochette : Gail Zappa
- Photographie : Diva Zappa